# Christopher Wordsworth
Christopher Wordsworth, född 30 oktober 1807 i London, död 20 mars 1885, var en engelsk biskop och skolman.

## Biografi
Christopher Wordsworth var brorson till skalden William Wordsworth, bror till biskop Charles Wordsworth och far till biskop John Wordsworth. Han var biskop i Lincoln från 1869 och var bland annat verksam som psalmförfattare.

## Psalmer
- Helge Ande, Herre kär diktad 1862. Översatt till svenska av Erik Nyström 1893. (Nr 164 i Svenska missionsförbundets sångbok 1920 och nr 100 i Sånger och psalmer 1951 under rubriken "Den helige Ande".)
- O dag av ro och vila diktad 1862. Översatt till svenska av Erik Nyström 1893. (Nr 450 i Sånger och psalmer 1951 under rubriken "Församlingen och nådemedlen. Guds ord" efter bearbetning 1948.) Finns på Wikisource.